# Diarkadougou
Diarkadougou är en ort i Burkina Faso.   Den ligger i regionen Sud-Ouest, i den sydvästra delen av landet, 270 km sydväst om huvudstaden Ouagadougou. Diarkadougou ligger 318 meter över havet och antalet invånare är 723.
Terrängen runt Diarkadougou är platt. Runt Diarkadougou är det glesbefolkat, med 18 invånare per kvadratkilometer.. Närmaste större samhälle är Mougué, 9,2 km norr om Diarkadougou.
Omgivningarna runt Diarkadougou är huvudsakligen savann.